# インファナル・アフェアIII 終極無間
『インファナル・アフェアIII 終極無間』（インファナル・アフェア スリー しゅうきょくむけん、原題：無間道III：終極無間、英題：Infernal Affairs III）は、2003年制作の香港映画。香港ノワールの大ヒット作インファナル・アフェアシリーズの第3作にして完結編。ヤン殉職前後の2つの時期に焦点を当てつつ、警察内部に潜伏し続けるラウの、自らの運命を懸けた最後の戦いを描く。

## あらすじ
潜入捜査官ヤンの殉職から10ヵ月後、マフィアのスパイであるラウはヤン殺害の疑いをかけられたものの、やがてその嫌疑は晴れ、一時的に庶務課への異動したのち、内務調査課へと戻ってきた。
ラウは警察官として生きる道を選び、自らの手で警察内部にいる残りの潜入マフィアを次々と始末していく。そんな彼の前に、新たに保安部のエリート警官ヨンが立ちはだかる。ラウは、ヨンに対し潜入マフィアではないかとの疑いを抱き、ヨンの目の前で自殺したチャン巡査部長の遺品を調べ、ヨンとサムとの会話が録音されたテープを発見、またラウは、サムの商売相手だった本土の大物シェンが、ヨンと一緒に写っている写真も見つけ、彼が潜入マフィアであることを決定づける。
ラウはまた、精神科医リーから、パソコンに大切に保存されていたヤンのカルテを手に入れる。そのカルテには、ヤンの生涯でもっとも幸福だった日々が記されていた。カルテを読むうちに、ラウはヤンに自分を重ね、ヤンの世界に入り込んでいく。
その一方で、最後の対決の日は刻一刻と近づいていた。

## キャスト
| 役名               | 俳優               | 日本語吹替 | 日本語吹替     |
| 役名               | 俳優               | ソフト版   | BSジャパン版   |
| ------------------ | ------------------ | ---------- | -------------- |
| ラウ               | アンディ・ラウ     | 森田順平   | てらそままさき |
| ヤン               | トニー・レオン     | 山路和弘   | 山路和弘       |
| ヨン               | レオン・ライ       | 川本克彦   | 堀内賢雄       |
| リー               | ケリー・チャン     | 日野由利加 | 藤本喜久子     |
| ウォン             | アンソニー・ウォン | 石田圭祐   | 磯部勉         |
| サム               | エリック・ツァン   | 後藤哲夫   | 山野史人       |
| シェン             | チェン・ダオミン   | 石塚運昇   | 大塚明夫       |
| キョン             | チャップマン・トウ | 永井誠     | 中原茂         |
| マリー〈ラウの妻〉 | サミー・チェン     | 湯屋敦子   | 朴璐美         |
| 若き日のヤン       | ショーン・ユー     | ‐          | ‐              |
| 若き日のラウ       | エディソン・チャン | ‐          | ‐              |
| マリー〈サムの妻〉 | カリーナ・ラウ     | ‐          | ‐              |
| ビー/ラム          | ラム・カートン     | 横堀悦夫   | 津田英佑       |
| チョン             | ン・ティンイップ   | 仲野裕     | 後藤敦         |
| リョン警視         | ワン・チーキョン   | 松永英晃   | 小川真司       |
| リャン             | ホアン・チーチュン | 近藤広務   | 桐本琢也       |
| チャン巡査部長     | レイ・チーホン     | 渡辺英雄   |                |
|                    | ザック・カオ       |            |                |
| ナレーション       | ‐                  | ‐          | 小川真司       |

- ソフト版
その他声の出演：吉野貴宏
日本語版制作スタッフ：演出：清水洋史、翻訳：小寺陽子、録音・調整：山本隆行、制作：東北新社
- テレビ東京版
その他声の出演：千田光男、斉藤次郎、酒巻光宏、尾花かんじ、宮本崇弘、鈴木雄二、優希、吉岡さくら
日本語版制作スタッフ：演出：小山悟、翻訳：平田勝茂、調整：重光秀樹、効果：桜井俊哉、担当：別府憲治（HALF H･P STUDIO）、制作：HALF H･P STUDIO
初放映日：2013年5月25日(土)、BSジャパン『土曜キネマ』(19:00-20:54)